# Pašina Voda
Pašina Voda este un sat din comuna Žabljak, Muntenegru. Conform datelor de la recensământul din 2003, localitatea are 134 de locuitori (la recensământul din 1991 erau 138 de locuitori).

## Demografie
În satul Pašina Voda locuiesc 115 persoane adulte, iar vârsta medie a populației este de 43,5 de ani (39,0 la bărbați și 47,5 la femei). În localitate sunt 45 de gospodării, iar numărul mediu de membri în gospodărie este de 2,98.
Populația localității este foarte eterogenă.
|  |

| Demografie | Demografie | Demografie |
| An         | Locuitori  | Locuitori  |
| ---------- | ---------- | ---------- |
|            |            |            |
|            |            |            |
|            |            |            |
|            |            |            |
| 1948       | 313        |            |
| 1953       | 320        |            |
| 1961       | 301        |            |
| 1971       | 290        |            |
| 1981       | 166        |            |
| 1991       | 138        | 138        |
| 2003       | 134        | 134        |

| \| Componența etnică conform recensământului din 2003[2] \| Componența etnică conform recensământului din 2003[2] \| Componența etnică conform recensământului din 2003[2] \| Componența etnică conform recensământului din 2003[2] \| Componența etnică conform recensământului din 2003[2] \| \| ----------------------------------------------------- \| ----------------------------------------------------- \| ----------------------------------------------------- \| ----------------------------------------------------- \| ----------------------------------------------------- \| \| \| \| \| \| \| \| Sârbi \| Sârbi \| \| 76 \| 56,71% \| \| Muntenegreni \| Muntenegreni \| \| 48 \| 35,82% \| \| necunoscută \| necunoscută \| \| 0 \| 0% \| |              |  |    |        |
| Componența etnică conform recensământului din 2003 |              |  |    |        |
| |              |  |    |        |
| Sârbi | Sârbi        |  | 76 | 56,71% |
| Muntenegreni | Muntenegreni |  | 48 | 35,82% |
| necunoscută | necunoscută  |  | 0  | 0%     |